# Montañas Dongotono
Las montañas Dongotono o Dongotona son un macizo montañoso situado en el sur de Sudán del Sur, en la frontera con Uganda, al este de las montañas Imatong y al oeste de las montañas Didinga, de las que están separadas por el río Kidepo. Su altura máxima es de 2.623 m. Al norte se encuentra el monte Aripewi, de 2.483 m.
Las zonas altas de las Imatong, Didinga y Dongotono, que son prolongaciones hacia el este del macizo de Imatong, forman un ecosistema único, con una superficie de 960 km², y unas precipitaciones estacionales que se incrementan con la altitud y permite la existencia de un denso bosque que ocupa las alturas de los tres macizos dominado por especies como Vernonia, Hagenia, Albizia, Podocarpus y Erica, con praderas afromontanas y alpinas dominadas por matorrales bajos de Erica. Hay ungulados como potamoquero, duiker rojo, cefalofo azul, primates como el colobo oriental negro y blanco y otros.

## Grupos étnicos
El nombre de las montañas se debe a la etnia de los dongotona o dongotono, unos 20.000 individuos que viven en densos asentamientos rodeados de afloramientos de rocas metamórficas. Hablan el idioma dongotono, un dialecto del idioma lotuka o lotuko. En las laderas y en el llano que las rodea cultivan sorgo, sésamo, boniatos y cacahuetes, entre otros. Poseen rebaños de vacas, cabras y ovejas. La inmensa mayoría son cristianos católicos.
Otros grupos que viven en las laderas de las montañas Dongotono y en las planicies que las rodean son los lotuka u otuho, en la zona norte, donde se encuentran las montañas Lopit. Son pastores con grandes rebaños de vacas, cabras y ovejas, practican la agricultura de subsistencia con sorgo, sésamo y maíz en las llanuras, y mijo, boniatos y tabaco en las colinas. También se encuentran miembros de las etnias logir, separados de los dongotono en el siglo XIX, y lango, en la zona oriental; son pastores y agricultores que hablan el idioma lotuka y practican el cristianismo y el animismo.